# Lavezzi Rutjes
Lavezzi Rutjes (1 oktober 2012) is een Nederlands mediapersoonlijkheid.

## Biografie
Rutjes is sinds 2020, toen zeven jaar oud, presentator van Mollenstreken, een napraatprogramma over Wie is de Mol? gericht op kinderen. Hij won met het programma in 2021 bij de Zapp Awards de prijs voor favoriete jeugdprogramma en voor beste tv-ster. Sinds 2022 presenteert Rutjes bij AVROTROS de kennisquiz De Matties. In 2022 speelde hij zichzelf in de film De club van Sinterklaas en de race tegen de klok.
Rutjes is de zoon van voetballer Nathan Rutjes.